# Dennis Ritchie
Dennis MacAlistair Ritchie (9 de septiembre de 1941 - 12 de octubre de 2011), Graduado de Física y Matemáticas aplicadas de Harvard, fue un científico de la computación estadounidense.
Colaboró en el diseño y desarrollo de los sistemas operativos Multics y Unix, así como el desarrollo de varios lenguajes de   programación como el C, tema sobre el cual escribió un célebre clásico de las ciencias de la computación junto a Brian Wilson Kernighan: El lenguaje de programación C. 
Recibió el Premio Turing de 1983 por su desarrollo de la teoría de sistemas operativos genéricos y su implementación en la forma del sistema Unix. En 1998 le fue concedida la Medalla Nacional de Tecnología de los Estados Unidos de América. Se jubiló en 2007, siendo todavía entonces el jefe del departamento de investigación en software de sistemas de Alcatel-Lucent.

## Biografía
Nació en Bronxville (Nueva York) el 9 de septiembre de 1941. Obtuvo dos grados en física y matemática aplicada.
En 1967 entró a trabajar en los Laboratorios Bell, donde participó en los equipos que desarrollaron Multics, BCPL, ALTRAN y el lenguaje de programación B..
Durante la década de 1960, Ritchie y Ken Thompson trabajaron en el sistema operativo Multics en los laboratorios Bell. Thompson encontró entonces una vieja máquina PDP-7 y desarrolló sus propios programas de aplicación y sistema operativo desde cero, ayudado por Ritchie y otros. En 1970, Brian Kernighan sugirió el nombre «Unix», un juego de palabras con el nombre «Multics». Para complementar el lenguaje ensamblador con un lenguaje de programación a nivel de sistema, Thompson creó B. Más tarde, B fue sustituido por C, creado por Ritchie, que siguió contribuyendo al desarrollo de Unix y C durante muchos años.
Durante la década de 1970, Ritchie colaboró con James Reeds y Robert Morris en un ataque de sólo texto cifrado a la M-209 estadounidense que podía resolver mensajes de al menos 2000-2500 letras. Ritchie relata que, tras las discusiones con la Agencia de Seguridad Nacional, los autores decidieron no publicarlo, ya que les dijeron que el principio era aplicable a las máquinas que aún utilizan los gobiernos extranjeros.
Como parte de una reestructuración de AT&T a mediados de la década de 1990, Ritchie fue transferido a Lucent Technologies. En Lucent encabezó los esfuerzos para la creación de Plan 9 e Inferno, así como del lenguaje de programación Limbo. En Lucent se jubiló en 2007 como jefe del Departamento de Investigación de Software de Sistemas.

## C y Unix

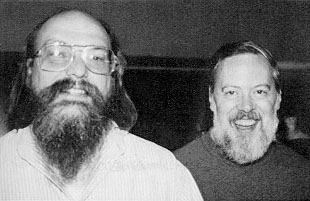
Ken Thompson y Dennis Ritchie, creadores de Unix

Ritchie es conocido sobre todo por ser el creador del lenguaje de programación C y cocreador, junto con Ken Thompson, del sistema operativo Unix.  También fue coautor junto con Brian Kernighan del manual El lenguaje de programación C, que durante años fue el estándar de facto del lenguaje (conocido como K&R C), hasta la aparición del ANSI C.
Estos aportes convirtieron a Ritchie en un importante pionero de la informática moderna. El lenguaje C se usa ampliamente hoy día en el desarrollo de aplicaciones y sistemas operativos, y ha sido una gran influencia en otros lenguajes más modernos como el lenguaje de programación Java. Unix también ha sentado las bases de los sistemas operativos modernos, como GNU/Linux y Mac OS X, estableciendo conceptos y principios que hoy son ampliamente adoptados.
En una entrevista de 1999, Ritchie aclaró que veía los sistemas operativos Linux y BSD como una continuación de la base del sistema operativo Unix, y como derivados de Unix:

Creo que el fenómeno Linux es bastante atractivo, porque se basa en la base que proporcionó Unix. Linux parece estar entre los más saludables de los derivados directos de Unix, aunque también están los diversos sistemas BSD, así como las ofertas más oficiales de los fabricantes de estaciones de trabajo y ordenadores centrales mainframe.

En la misma entrevista, declaró que veía tanto a Unix como a Linux como «la continuación de las ideas que empezamos Ken y yo y muchos otros, hace muchos años».

## Premios
- Premio NEC C&C. En 1979, Dennis Ritchie y Ken Thompson recibieron el Premio NEC C&C por su contribución en el campo de los sistemas operativos genéricos y el desarrollo del sistema operativo UNIX.
- Premio Turing. En 1983, Ritchie y Ken Thompson recibieron en conjunto el Premio Turing por su desarrollo de la teoría genérica de sistemas operativos y específicamente por la implementación del sistema operativo UNIX. La conferencia de Ritchie en el Premio Turing fue titulada «reflexiones en Investigación de Software».[9]
- Medalla IEEE Richard W. Hamming. En 1990, tanto Ritchie como Ken Thompson recibieron la Medalla IEEE Richard W. Hamming del Institute of Electrical and Electronics Engineers (IEEE), «por la creación del sistema operativo UNIX y del lenguaje de programación C».[10]
- Medalla Nacional de Tecnología. El 21 de abril de 1999, Thompson y Ritchie recibieron en conjunto la Medalla Nacional de Tecnología de 1998 del presidente Bill Clinton por co-inventar el sistema operativo UNIX y el lenguaje de programación C que juntos han llevado a enormes avances en hardware de computadoras, software, y sistemas de red, y estimularon el crecimiento de una industria entera, por lo tanto realzando el liderazgo estadounidense en la era de la información.[11][12]
- Premio de Japón. En 2011, Dennis Ritchie, junto con Ken Thompson, fue galardonado con el Premio Japón para Información y Comunicaciones por el trabajo pionero en el desarrollo del sistema operativo UNIX.[13]

## Sobrenombres
Dennis Ritchie era con frecuencia conocido como «dmr» (su dirección de correo electrónico en UAI IT) en varios grupos de noticias de Usenet (como comp.lang.c).Ritchie es la «R» de K&R o K/R, como se conoce popularmente al famoso libro sobre C.

## Muerte
Murió a la edad de 70 años en la noche del miércoles 12 de octubre de 2011 en compañía de su familia. Su amigo Robert Pike fue el primero en dar la noticia a través de la red social Google+.

## Legado
Tras el fallecimiento de Ritchie, el historiador Paul E. Ceruzzi afirmó:
En una entrevista anterior a su fallecimiento, su colega de toda la vida Brian Kernighan dijo que Ritchie nunca esperó que el C alcanzara tanta relevancia. Kernighan contó al New York Times que «Las herramientas que Dennis construyó - Y sus descendientes directos - hacen funcionar prácticamente todo hoy en día».  Kernighan recordó a los lectores la importancia que el C y el UNIX tienen en el desarrollo de los grandes proyectos posteriores, como por ejemplo el iPhone. Siguieron otros testimonios de su influencia.
A su muerte, un redactor comparó la importancia relativa de Steve Jobs y Ritchie, concluyendo: «El trabajo de Ritchie representó un papel clave en el desarrollo de la revolución tecnológica de los últimos cuarenta años - incluyendo la tecnología sobre la cual Apple ha construido su fortuna».  Otro comentarista dijo: «Ritchie, además, inventó y coinventó dos tecnologías de software claves que constituyen el ADN de efectívamente cada producto de software que usamos directa o indirectamente en la actualidad. Suena a exageración, pero realmente es cierto». Otro dijo: «muchos en las ciencias informáticas y campos relacionados conocen la importancia de Ritchie para el crecimiento y desarrollo de, bueno, todo lo relacionado con la informática».
La distribución Fedora 16, que se liberó un mes después de su muerte, está dedicada a su memoria. FreeBSD 9.0, publicada el 12 de enero de 2012, también se dedicó a su recuerdo.

## Textos de Ritchie
- El lenguaje de programación C (1978 con Brian Wilson Kernighan).
- Unix Programmer's Manual (1971).
- Dennis Ritchie. «Reflections on Software Research» (en inglés). Archivado desde el original el 4 de mayo de 2012. Consultado el 12 de mayo de 2010., «Reflexiones sobre la investigación de software» lectura de Ritchie en la entrega del Premio Turing.
- The UNIX time-sharing system, DM Ritchie, K Thompson, Classic operating systems, 195-220 (2001)[29]
- Advanced programming in the UNIX environment, WR Stevens, SA Rago, DM Ritchie, Addison-Wesley (1992, 2008)[30]